# شهرپیر
شهرِپیر (به انگلیسی: Shahr-e Pir) شهری از توابع بخش ایزدخواست شهرستان زرین‌دشت در جنوب شرقی استان فارس است که در فاصلهٔ ۲۶۶ کیلومتری جنوب شرقی شهر شیراز و ۱۵۰ کیلومتری شمال شهر لار قرار دارد. شهر شهرپیر در سرشماری نفوس و مسکن سال ۱۳۹۵ جمعیتی برابر با ۸٬۹۲۷ نفر داشته و از این جهت کوچک‌ترین و کم‌جمعیت‌ترین شهر در این شهرستان است.

## مردم‌شناسی

### نژاد
مردم شهر شهرپیر از نژاد پارس هستند و به زبان فارسی سخن می‌گویند. شکل‌گیری شهر شهرپیر مربوط به چند قرن پیش و براثر سکونت و یک‌جانشینی عشایرها در ناحیه مرکزی بخش ایزدخواست می‌باشد. عشایرها همچنان در نواحی اطراف شهر و به‌خصوص نزدیک به کوهپایه‌ها حضور فعال دارند.

### دین و مذهب
تقریباً تمامی مردم این شهر مسلمان و پیرو مذهب شیعه هستند. همچنین جمعیت بسیار کمی از اهل سنت نیز حضور دارند که معمولاً مهاجر بوده و برای کسب‌‌وکار به این شهرستان آمده‌اند.

### جمعیت
شهر شهرپیر در سرشماری نفوس و مسکن سال ۱۳۹۵ جمعیتی برابر با ۸٬۹۲۷ نفر داشته است. درصد رشد جمعیت این شهر از سال ۱۳۳۵ کاهشی بوده است.

## جغرافیا

### موقعیت جغرافیایی
شهر شهرپیر در ۲۸ درجه و ۳۰ دقیقه عرض شمالی و ۵۴ درجه و ۳۳ دقیقه طول شرقی قرار دارد. ارتفاع شهر شهرپیر به طور میانگین ۱۰۹۰ متر بالاتر از سطح دریا است. این شهر با مساحتی معادل ۴/۳ کیلومتر مربع کوچک‌ترین شهر شهرستان زرین‌دشت و مرکز بخش ایزدخواست است. مساحت آن از روستاهای هم‌جوار بزرگ‌تر و از طریق جاده‌ای واقع شده در مرکز بخش به آن‌ها متصل می‌شود. شهر شهرپیر از شرق با روستاهای دره‌شور و گلکویه و از غرب با روستای ده‌نو همسایگی دارد. این شهر از شمال شرقی با فاصله ۱۰ کیلومتر به شهر حاجی‌آباد و از غرب با فاصله ۲۰ کیلومتر به شهر دبیران راه دارد. نواحی شمال این شهر را امتداد رشته‌کوه زاگرس و جنوب آن را منطقه‌ای وسیع و مسطح از مزرعه‌های کشاورزی و دریاچه فصلی شهرپیر فراگرفته است.

### آب‌وهوا
شهرپیر در اقلیم نیمه‌خشک با میانگین بارش سالیانه کمتر از ۱۰۰ میلی‌متر واقع شده است. آب و هوای آن گرم و در زمستان معتدل می‌شود. تقریباً هر پنج سال شهرستان زرین‌دشت تحت تاثیر بادهای موسمی قرار می‌گیرد و در مدت زمان کوتاهی بارش سنگین باران رخ می‌دهد. یکی از دلایل اصلی آب‌گیری دریاچه فصلی شهرپیر باران‌های موسمی است.
| آب و هوای Shahr-e Pir                               | آب و هوای Shahr-e Pir | آب و هوای Shahr-e Pir | آب و هوای Shahr-e Pir | آب و هوای Shahr-e Pir | آب و هوای Shahr-e Pir | آب و هوای Shahr-e Pir | آب و هوای Shahr-e Pir | آب و هوای Shahr-e Pir | آب و هوای Shahr-e Pir | آب و هوای Shahr-e Pir | آب و هوای Shahr-e Pir | آب و هوای Shahr-e Pir | آب و هوای Shahr-e Pir |
|                                                     | ژانویه                | فوریه                 | مارس                  | آوریل                 | مـــــه               | ژوئـن                 | ژوئیـه                | اوت                   | سپتامبر               | اکتبـر                | نوامبر                | دسامبر                |                       |
| --------------------------------------------------- | --------------------- | --------------------- | --------------------- | --------------------- | --------------------- | --------------------- | --------------------- | --------------------- | --------------------- | --------------------- | --------------------- | --------------------- | --------------------- |
| گرم‌ترین C°                                          | ۲۲                    | ۲۷                    | ۳۰                    | ۳۴                    | ۴۳                    | ۴۶                    | ۴۷                    | ۴۵                    | ۴۲                    | ۴۰                    | ۳۲                    | ۲۷                    |                       |
| میانگین گرم‌ترین‌ها C°                                | ۱۹                    | ۲۰                    | ۲۵                    | ۳۰                    | ۳۶                    | ۳۹                    | ۴۰                    | ۳۸                    | ۳۶                    | ۳۲                    | ۲۵                    | ۲۲                    |                       |
| میانگین سردترین‌ها C°                                | ۱۱                    | ۱۱                    | ۱۴                    | ۱۸                    | ۲۳                    | ۲۷                    | ۲۹                    | ۲۸                    | ۲۵                    | ۲۰                    | ۱۶                    | ۱۲                    |                       |
| سردترین C°                                          | ۱                     | ۴                     | ۸                     | ۸                     | ۱۳                    | ۲۳                    | ۲۳                    | ۲۴                    | ۱۹                    | ۱۶                    | ۷                     | ۲                     |                       |
| منبع: AccuWeather - میانگین دمای شهرپیر در سال 2023 |                       |                       |                       |                       |                       |                       |                       |                       |                       |                       |                       |                       |                       |

### آب‌ها

#### دریاچه فصلی شهرپیر
بزرگ‌ترین ذخیره آبی در اطراف شهرپیر، دریاچه فصلی آن است. چند رودخانهٔ فصلی از روستاهای اطراف این دریاچه را تغذیه می‌کنند. تمامی منابع آب‌های سطحی و رودخانه‌ها در این ناحیه، فصلی می‌باشند و فقط با بارش‌های سالانه جاری می‌شوند. آخرین آب‌گیری این دریاچه به دی ماه ۱۴۰۰ بازمی‌گردد. این دریاچه محلی برای گذران اوقات‌فراغت مردم محلی به‌خصوص در عید نوروز و سیزده‌بدر می‌باشد. در مواقع پرآبی دریاچه تبدیل به محلی برای گذراندن زمستان توسط پرندگان مهاجری همچون فلامینگو می‌شود. نواحی شمالی دریاچه شهرپیر را مزرعه‌های کشاورزی و جنوب آن را رشته‌کوه‌های زاگرس دربرگرفته‌ است. در زمستان‌های پربارش، آب این دریاچه منبع اصلی تغذیه‌کنندهٔ مزرعه‌های بخش ایزدخواست و اندک باغ‌های اطراف شهرپیر در فصل بهار و تابستان است. در این منطقه آب آشامیدنی طبیعی وجود ندارد و آب غیرشرب نیز توسط چاه‌های عمیق حفر شده در اطراف شهر و در مواقعی از ذخایر آبی شهرستان جهرم تامین می‌شود. کیفیت آب آشامیدنی در شهر شهرپیر و مناطق اطراف آن بسیار پایین بوده و از سال‌ها پیش یکی از مشکلات اصلی مردم این منطقه به شمار می‌آید. بیشتر مردم این شهر آب آشامیدنی خود را از فروشندگان سیار آب خریداری می‌کنند.

## زلزله
در ساعت ۱۷:۰۶ (به وقت UTC) و ۲۱:۳۶ (به وقت محلی) در تاریخ ۱۹ تیر ۱۳۸۲ زمین‌لرزه‌ای به بزرگی ۵/۷ ریشتر در ۵۰ کیلومتری جنوب شرق جهرم و به مرکزیت بخش ایزدخواست به‌وقوع پیوست. این زمین‌لرزه با پس‌لرزه قابل توجهی که به فاصله ۳۴ دقیقه بعد از آن و با بزرگی ۵/۵ ریشتر رویداد، همراه بود. بیش‌ترین خسارات وارده مربوط به شهر شهرپیر و دبیران و روستاهای دره‌شور و ده‌نو می‌بود. در اثر این زمین‌لرزه ۱ نفر کشته و ۲۵ نفر زخمی شدند و در ادامهٔ پس‌لرزه‌ها تا تاریخ ۲۷ تیر ۱۳۸۲، تعداد کشته‌ها به ۲ نفر و تعداد مصدومان به ۱۴۷ نفر افزایش یافت. حدود ۲۰۰۰ تا ۴۰۰۰ واحد مسکونی به‌طور کامل تخریب و به بیش از ۴۰۰۰ واحد مسکونی صدمات جدی وارد شد و شبکه‌های آب، برق و تلفن به کلی تخریب شدند. کمک‌های مردمی از طریق سازمان هلال احمر ایران به این منطقه روانه شد. به دلیل این‌که بسیاری از خانه‌های مسکونی در آن زمان از کاهگل ساخته شده بودند، حجم تخریب بسیار بالا بود. پس‌لرزه‌ها تا چند ماه آینده نیز ادامه داشتند. شهرستان زرین‌دشت و داراب از زلزله‌خیزترین شهرستان‌های جنوب استان فارس هستند و براساس پهنه‌بندی مناطق زلزله‌خیز در دستهٔ پرخطر قرار دارند.

## ساختار شهری

### مسیرها
ساختار مسیرهای اصلی، کوچه‌ها و میدان‌های بخش قدیمی شهر دارای هیچ‌گونه نظم و چینش خاصی نیست. شهرک‌های جدید از چینش بلوکی برخوردار هستند. این شهر دارای چند شهرک تازه‌ساز در نواحی شمالی و شمال غربی است. یک خیابان اصلی غرب و شرق شهرپیر را به یکدیگر متصل می‌کند. این شهر دارای ۳ میدان، ۲ پارک‌ بازی، ۴ بولوار، ۲ سالن ورزشی سرپوشیده، ۱ زمین چمن مصنوعی روباز و ۴ قبرستان است. کمربندی این شهر در ضلع شمالی شهر واقع شده و در مسیر ترانزیت جهرم به لار قرار گرفته است. مراکز اصلی همچون درمانگاه، داروخانه و دکل ارتباطی مخابرات و تلویزیون در مرکز شهر قرار دارند. شهر شهرپیر دارای ۲ دکل مخابراتی-اینترنتی و ۲ برج ارتباط بیسیم نیز است. بیشتر فروشگاه‌ها، بانک‌ها و خدمات، درجوار خیابان اصلی واقع شده‌اند. کوچه‌های شهرپیر از جهت شمال به جنوب دارای شیب متغیر است که باعث جاری شدن باران و سیلاب از کوچه‌های بالا‌دست‌تر به نواحی پایین‌دست‌تر می‌شود.

### محله‌ها
شهر شهرپیر از دیرباز با ۵ محله شناخته می‌شده است؛ محله‌های پاباغ، شنبه، نظر، اولادِ عالی و گِرده. درگذشته به دلیل این‌که ازدواج‌های درون طایفه‌ای بسیار رخ می‌داده است، اکثر افراد پس از ازدواج اقدام به ساخت خانه در محله زادگاه‌شان می‌کرده‌اند؛ اما امروزه به دلیل تراکم جمعیت در شهر قدیمی و افزایش ازدواج‌های بین طایفه‌ای، اغلب خانه‌های مسکونی در شهرک‌های جدید و با ترکیبی از اقوام مختلف ساخته می‌شوند.

## اقتصاد و صنعت
کشاورزی، دامپروری و سفرهای تجاری پیشهٔ عمدهٔ مردم شهرپیر است. با این‌که این منطقه بسیار خشک و بی‌آب است اما همچنان کشاورزی به روش سنتی و به‌صورت دیم‌کاری رواج دارد. دامداری شغل پیشین بسیاری از مردم این شهر بوده اما به دلیل خشک‌سالی‌های مداوم، بسیار کاهش یافته و به‌طور محدود در دشت‌های اطراف شهر هنوز انجام می‌شود. اهالی این شهر از چندین دههٔ پیش علاقه بسیاری به بازرگانی و سفرهای تجاری به کشورهای حوزه خلیج فارس داشته‌اند. کاسب‌کاری از دیگر شغل‌های پرطرفدار در شهرپیر است.

### کشاورزی
محصول عمدهٔ کشاورزان شهرپیر غلاتی همچون جو، گندم و کلزا است. محصولات اندک باغ‌های این شهر خرما و زیتون می‌باشد. پنبه و در گاهی مواقع صیفی‌جاتی مانند گوجه نیز تولید می‌شوند.

### دامپروری
دامپروری در شهرستان زرین‌دشت عمدتا به‌صورت عشایری و کوچ‌نشینی انجام می‌شود. دام‌های اصلی که در این منطقه نگهداری می‌شوند گوسفند و مرغ می‌باشند. بیش از یک دهه پیش پروژه گاوداری ۳۰۰۰ رأسی در شرق روستای گلکویه آغاز شد که اکثر سرمایه‌گذاران آن اهالی شهرپیر بودند؛ اما به دلیل کمبود تسهیلات، فساد مالی مسئولان مربوطه و شرایط نامناسب منطقه با شکست مواجه شد. چند سال بعد تغییر کاربری داد و تبدیل به پروژه گلخانه شد که تاکنون به دلیل کم‌آبی و شرایط اقلیمی و اقتصادی، بازدهی مناسبی نداشته است. همچنین در جنوب شرقی شهرپیر یک مرغداری ۳ واحدی احداث شده است. از دیگر پروژه‌های شکست‌خورده در این شهر می‌توان به کارخانه ذوب فولاد ایزدخواست جنوب اشاره کرد.

### بازرگانی و سفرهای تجاری
بسیاری از اهالی شهرپیر به شغل کاسب‌کاری و خرید و فروش محصولات می‌پردازند. از چندین دههٔ پیش سفرهای کاری به کشورهای عربی حوزه خلیج فارس بسیار مورد توجه جوانان این شهر بوده است. اغلب افرادی که به این کشورها سفر می‌کنند مشغول به کارهای ساختمانی، بنایی و حمل‌و‌نقل می‌شوند. اندکی از افراد نیز به تجارت و صادرات و واردات محصولات مختلف بین ایران و کشورهای عربی می‌پردازند. وجود کمربندی و مسیر ترانزیتی جهرم به لار به رونق کسب‌و‌کارهای این شهر کمک بسیاری کرده و آن را از انزوا خارج نموده است.

## سیاست

### مجلس
شهرپیر جزئی از حوزه انتخابیه داراب و زرین‌دشت است و در انتخابات مجلس شورای اسلامی یک نماینده دارد. تاکنون از شهرستان‌های داراب و زرین‌دشت ۱۲ دوره نماینده به مجلس معرفی شده است.

### بخشداری
شهر شهرپیر مرکز بخش ایزدخواست است. ساختمان بخشداری در شمال غرب شهر و در کنار شهرداری واقع در بولوار خلیج فارس می‌باشد.

### شهرداری
ادارهٔ شهرپیر برعهدهٔ شهرداری آن است که در سال ۱۳۸۰ رسما به عنوان شهر معرفی شده است. شهرپیر تا‌به‌حال دارای ۶ شهردار بوده است.
- محمدعلی میرشکاری - دوره: ۱۴۰۰-۱۴۰۴[۲]
- عقیل خوارزمی - دوره: ۱۳۹۶-۱۴۰۰[۲۰]
- علی فرجی - دوره: ۱۳۹۲-۱۳۹۶[۲۱]
- خانعلی خانی - دوره: ۱۳۸۸-۱۳۹۲
- محمدعلی شمس - دوره: ۱۳۸۴-۱۳۸۸
- علی‌اکبر افراشته - دوره: ۱۳۸۰-۱۳۸۴

- نمای ابرماه و خیابان اصلینمای ابرماه و خیابان اصلی
- نمای شبانه خیابان اصلینمای شبانه خیابان اصلی
- نمای روز شهرپیرنمای روز شهرپیر
- نمای غروب شهرپیرنمای غروب شهرپیر
- نمای شب شهرپیرنمای شب شهرپیر
- نمای کمربندی شمالی در شبنمای کمربندی شمالی در شب
- نمای شهر و دریاچه از کوه‌های جنوبینمای شهر و دریاچه از کوه‌های جنوبی
- دریاچه شهرپیر، مزارع و دامداری‌هادریاچه شهرپیر، مزارع و دامداری‌ها
- چاه زلزله در مرکز دریاچهچاه زلزله در مرکز دریاچه
- برکه قدیمی و کهکشان راه‌ شیری در اطراف شهرپیربرکه قدیمی و کهکشان راه‌ شیری در اطراف شهرپیر